# Homophyton
Homophyton är ett släkte av koralldjur. Homophyton ingår i familjen Anthothelidae.
Kladogram enligt Catalogue of Life:
| Homophyton | \| \| Homophyton verrucosa \| \| \| \| \| \| Homophyton verrucosum \| \| \| \| \| \| Homophyton vickersi \| \| \| \| |
|            | \| \| Homophyton verrucosa \| \| \| \| \| \| Homophyton verrucosum \| \| \| \| \| \| Homophyton vickersi \| \| \| \| |
|            | Anthothela |
|            | |
|            | Briareopsis |
|            | |
|            | Callipodium |
|            | |
|            | Diodogorgia |
|            | |
|            | Erythropodium |
|            | |
|            | Iciligorgia |
|            | |
|            | Solenocaulon |
|            | |
|            | Stereogorgia |
|            | |
|            | Titanideum |
|            | |
|            | Tripalea |
|            | |
|            | Tubigorgia |
|            | |
|            | Victorgorgia |
|            | |
|            | Homophyton verrucosa                                                                                                 |
|            | |
|            | Homophyton verrucosum                                                                                                |
|            | |
|            | Homophyton vickersi                                                                                                  |
|            | |

|  | Homophyton verrucosa  |
|  |                       |
|  | Homophyton verrucosum |
|  |                       |
|  | Homophyton vickersi   |
|  |                       |